# Esprit critique
Pour les articles homonymes, voir Esprit critique (revue) et SensCritique.
La pensée critique (traduction littérale de l'anglais critical thinking, rendu plus souvent par esprit critique) est un concept dont les définitions sont nombreuses et parfois contradictoires, qui désigne, dans les grandes lignes, les capacités et attitudes permettant des raisonnements rigoureux afin d'atteindre un objectif, ou d'analyser des faits pour formuler un jugement.
Son utilisation est particulièrement mise en avant en pédagogie. Certains auteurs considèrent que l'école enseigne plus aux élèves des contenus de cours qu'à raisonner correctement, alors qu'elle devrait faire le contraire (ce qui expliquerait par exemple la prolifération actuelle des pseudo-sciences).
Les démarches du scepticisme scientifique et la zététique s'appuient sur la pensée critique.
En philosophie, le criticisme a pour objet le questionnement des limites de la raison et, par là, de la connaissance et du jugement.
Il est indispensable de distinguer la pensée critique (qui est une utilisation de la raison avec, pour finalité, d'affiner et de préciser les affirmations sans chercher, par principe, à les discréditer) de la méthode hypercritique (qui vise, pour sa part, à rejeter à tout prix une affirmation).

## Histoire
D'après le sociologue Gérald Bronner : « Le mode de pensée critique est aussi ancien que la philosophie grecque. Socrate s’employait déjà à dénoncer les sophismes, ces raccourcis de la raison qui ne résistent pas à un examen critique. Tout au long de l’histoire, des philosophes se sont emparés de cette ambition et ont posé les bases de la pensée méthodique : Francis Bacon, René Descartes, David Hume, Emmanuel Kant. D’une certaine façon, la Révolution française, qui revendique son inspiration des Lumières, place au cœur de son projet cette légitimité rationnelle ».

## Définitions

### Distinction entre pensée critique et esprit critique
Bien que les deux expressions soient souvent synonymes, plusieurs auteurs francophones les distinguent.
Ainsi, d'après Jacques Boisvert : « L’esprit critique, ou attitude critique, représente le deuxième élément de la pensée critique. Pour que l’élève soit un penseur critique, [il] n’est pas suffisant (même si c’est nécessaire) que celui-ci maîtrise l’évaluation des raisons. La personne doit en effet manifester un certain nombre d’attitudes, de dispositions, d’habitudes de pensée et de traits de caractère que l’on peut regrouper sous l’étiquette “attitude critique” ou “esprit critique”. De façon générale, cela signifie que le penseur critique doit non seulement être capable d’évaluer des raisons adéquatement, mais qu’il doit aussi avoir tendance à le faire, y être disposé ».
Pour Georges Kpazaï : « Philosophiquement on pourrait considérer la pensée critique comme celle qui exprime la part rationnelle de l'esprit critique. […] L'esprit critique peut s'appuyer sur la force de valeurs humanistes pour penser, éventuellement juger et condamner, tel acte de barbarie, sans qu'il s'agisse pour autant de développer, dans ce cas, une pensée critique simplement rationnelle. La pensée critique est une part importante de l'esprit critique : elle lui fournira les armes de la rationalité ».
Le journaliste scientifique et essayiste Florian Gouthière estime que c'est « en diversifiant les domaines d’application de son esprit critique [que l']on peut prétendre développer une "pensée critique" ». Cette vision est également défendue par le Collectif de recherche transdisciplinaire esprit critique et sciences, selon qui « l’esprit critique serait […] en quelque sorte la posture intellectuelle, l’état d’esprit que le penseur critique doit toujours adopter lorsqu’il est confronté à une nouvelle source d’information ».

### Pensée critique
Parmi les auteurs qui font autorité dans le domaine, Robert H. Ennis, définit la pensée critique comme « une pensée raisonnable et réflexive orientée vers une décision quant à ce qu’il faut croire ou faire » (Critical thinking is reflective and reasonable thinking that is focused ondeciding what to believe or do).
R.H. Johnson dans The problem of defining critical thinking met en avant, en plus de celle d'Ennis, quatre autres conceptions importantes de la pensée critique : celle de Lipman, McPeck, Paul et Siegel. Leurs définitions sont :
- « Une pensée qui facilite le jugement parce qu’elle s’appuie sur des critères, est auto-corrective, et est perméable au contexte » (Lipman, 1991[13]) ;
- « L’habileté et la propension à s’engager dans une activité avec un scepticisme réflexif » (McPeck, 1981[14]) ;
- « Une pensée disciplinée qui se guide elle-même et qui représente la perfection de la pensée appropriée à un certain mode ou domaine de la pensée » (Paul, 1992[15]) ;
- « Le penseur critique est un individu qui pense et qui agit de manière appropriée en s’appuyant sur des raisons » (Siegel, 1988[16]).

### Esprit critique
L'esprit critique est une démarche de remise en question des opinions, des valeurs, et de leurs arguments, du vocabulaire utilisé, de la représentation du réel (théorie, etc.), en questionnant la qualité intrinsèque (forme logique, rhétorique, richesse documentaire, résistance aux « faits », etc.), la source (« fiabilité » ou autorité de la personne émettrice, média, institution, expert, organisme, etc.), ou encore l'extension (degré d'universalité), etc. Il désigne une capacité à s'interroger avec exigence et rationalité sur la réalité ou la probabilité de faits et de relations prétendus, puis sur leurs interprétations. En particulier, le fait a-t-il l'importance décisive qu'on lui accorde ? Ou, encore, garder à l'esprit que la rencontre de deux faits ne permet pas de conclure à l'existence d'une relation de causalité.
Le journaliste scientifique et essayiste Florian Gouthière définit l'esprit critique comme « une capacité acquise permettant d’évaluer différents aspects d’une information, avant de formuler une opinion à son sujet – essentiellement, quant au niveau de confiance que l’on peut lui accorder ».
D'après la numéricienne Aurélie Jean, « développer une culture scientifique contribue à construire son esprit critique, en mettant en exergue le questionnement, la critique constructive ou encore la structuration de sa réflexion ».

## Principes de la pensée critique
La pensée critique comprend aussi bien des éléments très concrets (vérifier ses sources, croiser les opinions des spécialistes, etc.) que des éléments abstraits (comme pouvoir éviter les raisonnements fallacieux).
Ennis distingue comme éléments constitutifs de la pensée critique, à la fois douze capacités (abilities) et quatorze attitudes (dispositions). Jacques Boisvert en donne la traduction qui suit :

### Capacités propres à la pensée critique
1. La concentration sur une question.
2. L’analyse des arguments.
3. La formulation et la résolution de questions de clarification ou de contestation.
4. L’évaluation de la crédibilité d’une source.
5. L’observation et l’appréciation de rapports d’observation.
6. L’élaboration et l’appréciation de déductions.
7. L’élaboration et l’appréciation d’inductions.
8. La formulation et l’appréciation de jugements de valeur.
9. La définition de termes et l’évaluation de définitions.
10. La reconnaissance de présupposés.
11. Le respect des étapes du processus de décision d’une action.
12. L’interaction avec les autres personnes (par exemple, la présentation d’une position à l’aide d’une argumentation orale ou écrite).

### Attitudes caractéristiques de la pensée critique (esprit critique)
L'ensemble des attitudes caractéristiques de la pensée critique est désigné par certains auteurs, comme Boisvert, sous le nom d'"esprit critique". Parmi ces attitudes, on peut citer :
1. Le souci d’énoncer clairement le problème ou la position.
2. La tendance à rechercher les raisons des phénomènes.
3. La propension à fournir un effort constant pour être bien informé.
4. L’utilisation de sources crédibles et la mention de celles-ci.
5. La prise en compte de la situation globale.
6. Le maintien de l’attention sur le sujet principal.
7. Le souci de garder à l’esprit la préoccupation initiale.
8. L’examen des différentes perspectives offertes.
9. L’expression d’une ouverture d’esprit.
10. La tendance à adopter une position (et à la modifier) quand les faits le justifient ou qu’on a des raisons suffisantes de le faire.
11. La recherche de précisions dans la mesure où le sujet le permet.
12. L’adoption d’une démarche ordonnée lorsqu’on traite des parties d’un ensemble complexe.
13. La tendance à mettre en application des capacités de la pensée critique.
14. La prise en considération des sentiments des autres, de leur niveau de connaissance et de leur degré de maturité intellectuelle.

## Méthode

### Qui, quoi, où, quand, comment, pourquoi
Méthode de questionnement : lorsqu'une information ne satisfait pas aux questions « qui, quoi, où, quand, comment, pourquoi », elle est considérée comme peu sûre et absconse.
- Qui : l'auteur de l'information, les protagonistes mis en scène dans l'information, par qui, pour qui, contre qui.
- Quoi : nature de l'information, caractéristiques.
- Où : nationalité, provenance, source de l'information.
- Quand : chronologie de l'information, liens de causalité, les anachronismes peuvent être décelés.
- Comment : façon dont l'information est diffusée, moyen mis en œuvre, par assertions, arguments ou forme polémique, ensemble des méthodes qui visent à toucher le public, les contradictions peuvent être découvertes.
- Pourquoi : motivations de l'auteur de l'information (altruisme, humanisme, manipulation, propagande idéologique, prosélytisme, marketing ou publicité lucrative, besoin de reconnaissance sociale…).

## Utilisation pédagogique
D'un point de vue pédagogique, il est possible de retracer dans l'histoire une nette évolution de la pensée critique, en corrélation avec celle de l'usage rationnel des documents.
Aux États-Unis le courant du Critical thinking aborde le sujet de la pensée critique dans l'éducation. Il est prépondérant à travers de nombreuses publications, et la promotion de la discipline est assurée par une fondation.
Des débats existent sur les conditions et possibilités de l'enseignement de l'esprit et de la pensée critiques à l'école : certains considérant que ce doit être un cours à part, d'autres qu'il faut intégrer cette disposition à l'intérieur des divers champs disciplinaires enseignés.
Le philosophe et pédagogue Matthew Lipman, qui a développé la pratique de la philosophie pour les enfants, préconise d'intégrer la pensée critique dès le début de la scolarité,.

### En France
L'esprit critique est récemment devenu une dimension à part entière de l'enseignement en collège et lycée, que l'on retrouve mise en œuvre dans plusieurs matières tant dans les études de documents que dans les débats. Le site eduscol propose à cet effet une mise au point de ce qui est entendu par esprit critique par l'Éducation nationale. La mise en œuvre de l'esprit critique passe notamment par l'étude de documents et par le débat.
En 2019, le journal Le Monde interroge le sociologue Gérald Bronner : « L’enseignement de la pensée critique est au cœur des ambitions du système éducatif français, comment expliquer dès lors que les « fake news » ou les théories complotistes rencontrent un tel succès auprès des plus jeunes ? ». Bronner répond : « De mon point de vue, l’esprit critique n’a jamais été enseigné à l’école en tant que tel. Beaucoup de disciplines enseignent des fragments, en physique, en histoire, en philosophie, en économie, en sciences de la vie et de la terre : chaque cours participe en partie à mettre à distance nos intuitions, mais cela n’est jamais systématisé. Les enfants n’apprennent pas à comprendre leur compréhension, à connaître leur connaissance. Ils ne sont pas invités à se poser la question : comment savoir que ce qui est vrai est vrai ? ».
En mai 2020, le ministère de la culture lance un appel à projets « pour aider chacun à renforcer son esprit critique et favoriser le débat contradictoire, avec l’aide des professionnels de l’information et de tous ceux qui veulent s’engager dans ce projet ».

## Utilisation universitaire et sceptique
Le mouvement sceptique contemporain fait souvent référence à cette notion de pensée critique, disant qu'il est important de développer le sens critique chez tout un chacun. Ce point de vue est notamment promu par les promoteurs de la zététique.
En 2010, un collectif de recherche, le CORTECS (Collectif de recherche transdisciplinaire esprit critique et sciences) a vu le jour en France, et développe enseignements et ressources en libre accès sur leur site. Il regroupe des chercheurs de Grenoble, de Marseille et de Montpellier, et prend la suite du laboratoire de zététique, de l'Université de Nice Sophia-Antipolis, dirigé par Henri Broch. Depuis 2011, l'Université Joseph Fourier a créé une mission spécifique "Sciences, critique, sociétés", dont le didacticien Richard Monvoisin a la charge.
La revue académique Esprit Critique, revue internationale de sociologie et de sciences sociales fondée en 1999, développe une approche internationale et interdisciplinaire sur les questions sociales contemporaines. Des auteurs tels que Raymond Boudon, Yves Couturier, Julien Gargani, Mikael Palme, Brahim Labari, Nizia Villaça ont publié leurs travaux dans la revue.

#### Auteurs classiques
- Pierre Bayle, Pensées diverses écrites à un docteur de Sorbonne à l'occasion de la Comète qui parut au mois de décembre 1680, 1683, lire sur Wikisource
- René Descartes, Discours de la méthode, 1637
- Emmanuel Kant, Critique de la raison pure.
- Emmanuel Kant, Qu'est-ce que les Lumières ?
  - [MP3] Lecture audio du texte « Qu'est-ce que les Lumières ? »
- Lucien de Samosate, Alexandre ou le faux prophète, Les Belles Lettres, 2002, classiques en poche no 46, texte établi et traduit du grec ancien par Marcel Caster.  (ISBN 22-51799-443)

#### Auteurs contemporains
- Normand Baillargeon, Petit cours d'autodéfense intellectuelle - instinct de liberté, édition lux
- Jacques Boisvert, La formation de la pensée critique: théorie et pratique, Ed. du Renouveau pédagogique, 1999
- Henri Broch, Le paranormal. Ses documents, ses hommes, ses méthodes, 1989  (ISBN 2-02-010725-2)
- Ernst Cassirer, La Philosophie des Lumières
- Nicolas Gauvrit, Sylvain Delouvée, Des têtes bien faites : Défense de l'esprit critique, PUF, 2019
- Florian Gouthière, Santé, science, doit-on tout gober ?, Belin, 2017
- Jean-Marc Narbonne, Antiquité critique et Modernité : Essai sur le rôle de la pensée critique en Occident, Paris, Les Belles Lettres, 2016, 256 p.
- (en) M. Neil Browne, Stuart M. Keeley, Asking the Right Questions (A Guide to Critical Thinking), Pearson, Prentice Hall, 1994-2007 (8e éd.)
- Olivier Reboul, Langage et idéologie, PUF, 1980
- Alan Sokal, Jean Bricmont, Impostures intellectuelles, éd. Odile Jacob, 1997  (ISBN 2-25394-276-6)
- Alan Sokal, Jean Bricmont, Hochstedt B, Pseudosciences et postmodernisme, 2005  (ISBN 2-73811-615-9)
- Isabelle Bauthian, L'esprit critique, Ed Delcourt, 2021
- Emmanuel-Juste Duits, Doper son esprit critique (penser et agir dans un monde complexe), Chronique sociale, 2023.